# Himantura gerrardi
La pastinaca macchiebianche (Himantura gerrardi) è una specie di pastinaca della famiglia dei Dasiatidi.

## Distribuzione
Vive lungo le regioni costiere dell'Indopacifico, estuari compresi, ed è stata anche avvistata nelle acque del Gange.

## Descrizione
Raggiunge una lunghezza massima di 2 metri.